# Alejandro Ruiz-Huerta Carbonell
Alejandro Ruiz-Huerta Carbonell (Madrid, 1947) es un abogado y profesor universitario español, superviviente de la Matanza de Atocha en 1977 y actual presidente de la Fundación Abogados de Atocha.

## Biografía
Alejandro Ruiz-Huerta Carbonell nació en Madrid en 1947. Militante del Partido Comunista de España y de Comisiones Obreras, en la década de 1970 militó en el Partido Comunista de España y trabajó como abogado en el despacho de abogados laboralistas de la calle de Atocha, número 55, vinculado al PCE y al sindicato Comisiones Obreras, dirigido por Manuela Carmena. El de Atocha, 55, era uno de los despachos colectivos vinculados a la izquierda que, en aquellos años de la Transición, se dedicaban a asesorar a los trabajadores y a los movimientos vecinales, como los que dirigían Paca Sauquillo y Cristina Almeida en Madrid.
El 24 de enero de 1977, un grupo de pistoleros vinculados al partido ultraderechista Fuerza Nueva y el Sindicato Vertical de Transportes irrumpieron en el bufete, asesinando a tres abogados, Javier Sauquillo, Luis Javier Benavides y Enrique Valdelvira, un administrativo, Ángel Rodríguez Leal, y un estudiante de Derecho, Serafín Holgado, e hiriendo a Alejandro Ruiz-Huerta, Miguel Sarabia Gil, Luis Ramos Pardo y Lola González Ruiz. Ruiz-Huerta consiguió salvar la vida gracias a un bolígrafo de marca Inoxcrom que llevaba en el bolsillo de la camisa, que le había regalado esa misma tarde Ángel Rodríguez Leal, y que consiguió desviar una bala que podría haber sido mortal, y a que el cuerpo de su amigo Enrique Valdelvira le cayó encima, protegiéndole de los disparos.
En 1982 abandonó Madrid, porque no había superado el miedo que, todavía hoy, siente, como consecuencia del atentado, del que en la actualidad es el último superviviente. Preside la Fundación Abogados de Atocha, creada por Comisiones Obreras para mantener viva la memoria de los asesinados.
Después de trabajar en el Ministerio de Trabajo, el Congreso de los Diputados y la Junta de Castilla y León, se ha dedicado a la docencia universitaria desde 1987. Doctor en Derecho (1992), ha trabajado en las Universidades de Valladolid, Burgos y Córdoba, donde ejercía como profesor de Derecho Constitucional.
En su faceta investigadora se ha ocupado del Derecho constitucional español y autonómico, las iniciativas legislativas populares y la evolución del voto del PCE e Izquierda Unida en Córdoba. También ha plasmado sus vivencias como superviviente del atentado de Atocha y su visión sobre la Transición.
El 23 de enero de 2024, se estrenó en la sala Palacio de la Prensa de Madrid, el documental Las armas no borrarán tu sonrisa, dirigido por Adolfo Dufour, impulsado por Manuel Ruiz, hermano de Arturo Ruiz, asesinado durante una manifestación en Madrid, en 1977 y producido por el Colectivo Los Olvidados de la Transición (COT) y Atrapasueños Cinema. En el documental, cuyo objetivo es dar a conocer algunos de los crímenes que tuvieron lugar durante la Transición española y evitar que las víctimas caigan en el olvido, hay una entrevista a Ruiz-Huerta en la u relata los acontecimientos de la Matanza de Atocha.
Es tío de la exdiputada y exportavoz de Podemos en la Asamblea de Madrid, Lorena Ruiz-Huerta.

## Obras
- Constitución y legislación autonómica: un estudio del bloque constitucional en el Estado autonómico español. Móstoles, IBIDEM, 1995.
- La iniciativa legislativa no gubernamental en España: configuración parlamentaria de las proposiciones de ley (1977-1996). Madrid, Congreso de los Diputados, 1998.
- La memoria incómoda: los abogados de Atocha. Burgos Dossoles, 2002.
- Los ángulos ciegos: una perspectiva crítica de la transición española, 1976-1979. Madrid, Biblioteca Nueva, 2009.
- El voto comunista en Córdoba: el voto PCE/IU en la provincia: 1977-2012, un estudio de sociología electoral. Córdoba, El Páramo, 2013.